# Pilar de Goiás
Pilar de Goiás é um município brasileiro do estado de Goiás. Situado na região do Vale do São Patrício, sua população segundo estimativas do Instituto Brasileiro de Geografia e Estatística (IBGE) em 2021 era de 2 135 habitantes.

## História
No fundo de um vale, Pilar de Goiás nasceu em 1736 através da iniciativa de um reduto de escravos foragidos que encontraram neste lugar um abrigo, e também uma grande fonte de ouro. Para recuperar estes escravos incumbiram desta missão o bandeirante João de Godoy Pinto Silveira, sem saber com o que iria se deparar o bravo partiu em meio ao cerrado (vegetação local) a procura destes escravos e quando os encontrou eles já haviam garimpado uma quantidade razoável de ouro e ofereceram este ouro em troca da liberdade. Neste momento começava a povoação em grande escala daquela área que até então era chamada pelos quilombolas de Quilombo de Papuã nome que quer dizer: capim marmelada (planta muito abundante naquela época).
Com o início da exploração do ouro muitas pessoas vieram de diversas partes na busca pelo metal dourado, mas na região onde era mais abundante faltava água e garimpá-lo era mais difícil. Então, um dos garimpeiros fez uma promessa a uma santa: Nossa Senhora do Pilar, de que se naquela região brotasse água para que ele pudesse trabalhar, como forma de gratidão ele daria um sino de ouro para a igreja que seria construída naquela vila. A promessa foi atendida e naquela região brotou água. O garimpeiro pagou sua promessa e doou um sino feito de ouro para a igreja que devido ao milagre foi feita em devoção à santa que lhe havia atendido. A partir dai a vila de Papuã passou a se chamar arraial de Pilar de Goiás, para lembrar a todos que a santa ajuda aqueles que recorrem a ela.

## Turismo
Localizada a 263 quilômetros de Goiânia pela BR-153, Pilar tem como principais atrações turísticas a Festa de Nossa Senhora do Pilar e as Cavalhadas. Na cidade encontra-se o sino maior, de 900 quilos e em cuja liga foi gasta uma arroba de ouro.

### Pontos turísticos
- Casa de Câmara e Cadeia - Considerada a menor casa desse tipo no Brasil.
- Casa da Princesa ou Casa dos Dutra - Vulgarmente conhecida como Casa da Princesa, no que diz os estudos e documentos da época comprovam que viveu a majestosa Princesa Isabel (Isabel Cristina Leopoldina Augusta Micaela Gabriela Rafaela Gonzaga de Bragança e Bourbon) por cerca de 2 semestre, no auge de sua mineração por ser uma das maiores do Brasil na época. Seu aspecto extremamente luxuoso pelos padrões da época, período em que Pilar se destacava no cenário de Goiás pela maior produção aurífera da província. Pilar produziu em 10 anos, o equivalente a todo o ouro que toda a província de Goiás produziu em um século. Razão pela qual a administração da província se transferia para ela por seis meses do ano. Pertence hoje ao IPHAN e abriga o museu histórico da cidade conhecido como Casa da Princesa. Considerada a construção mais luxuosa do ciclo do ouro em Goiás, o seu interior impressiona pelas pinturas de portas e tetos em gamela. Destacam-se também as rótulas das janelas pelo requinte de sua talha com floreados na parte superior. Representa como construção, a mais importante obra arquitetônica não religiosa do barroco do século XVIII da província de Goiás.
- Sinos de Pilar - Fabricados no século XVIII, são os maiores sinos já feitos para uma igreja em Goiás. Pesam, em média, 900 kg e em sua fabricação foi usada uma arroba de ouro. Ficam no campanário construído após o desmoronamento da antiga igreja ao lado da nova Igreja Nossa Senhora de Pilar e seus sons podiam ser ouvidos a mais de uma légua (6 quilômetros) de distância, quando dobravam.
- Casa de Intendência
- Casa de Rótulas - preserva as janelas de rótulas, características do estilo arquitetônico da época.
- Chafariz São José - 1745, único remanescente dos três chafarizes que abasteciam a cidade.
- Grutas dos Escravos - Guardam um importante acervo de um quilombo da região, o Quilombo de Papuã, localizado na reserva ambiental da Cachoeira do Ogó. Na verdade, não são grutas mas, as galerias das antigas minas de ouro de Papuã, abandonadas após o veio de ouro adentrar a camada de rocha de quartzo
- Igreja de N. Senhora das Mercês ou Igreja dos Pardos - Possui talha barroca no altar-mor em madeira, assim como um púlpito e coro também em madeira. Sua torre sineira lateral com escada exterior é típica das igrejas menores do período em Minas Gerais. Erguida pela irmandade dos pardos é das três igrejas mais importantes do período, a única que guarda maior originalidade e integridade. A igreja da irmandade dos pretos não existe mais e a de Nossa Senhora do Pilar ou da irmandade dos brancos, é apenas uma reunião aleatória de pedaços do que sobrou do antiga igreja.
- Igreja de Nossa Senhora do Pilar - 1755 - são os restos da antiga igreja, hoje reunidos de forma aleatória, após o desmoronamento daquela que foi a maior igreja da província de Goiás. Para se ter uma ideia de sua grandeza original, possuía originalmente, nove altares enquanto que a matriz de Pirenópolis possuía apenas cinco. Sua riqueza era descrita por diversos viajantes pelas numerosas peças de ouro e prata. Das peças escultóricas, destacam-se a do Senhor Morto e a da padroeira da cidade.
- Prainha da Limeira - Antiga lavanderia de roupa das escravas, século XIX.
- Cachoeira do Ogó

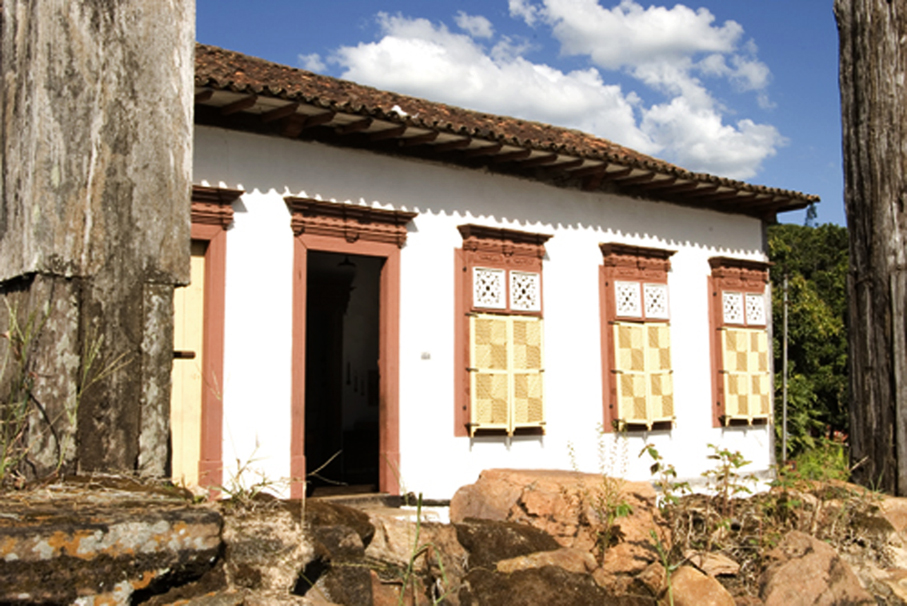
Museu Casa da Princesa.
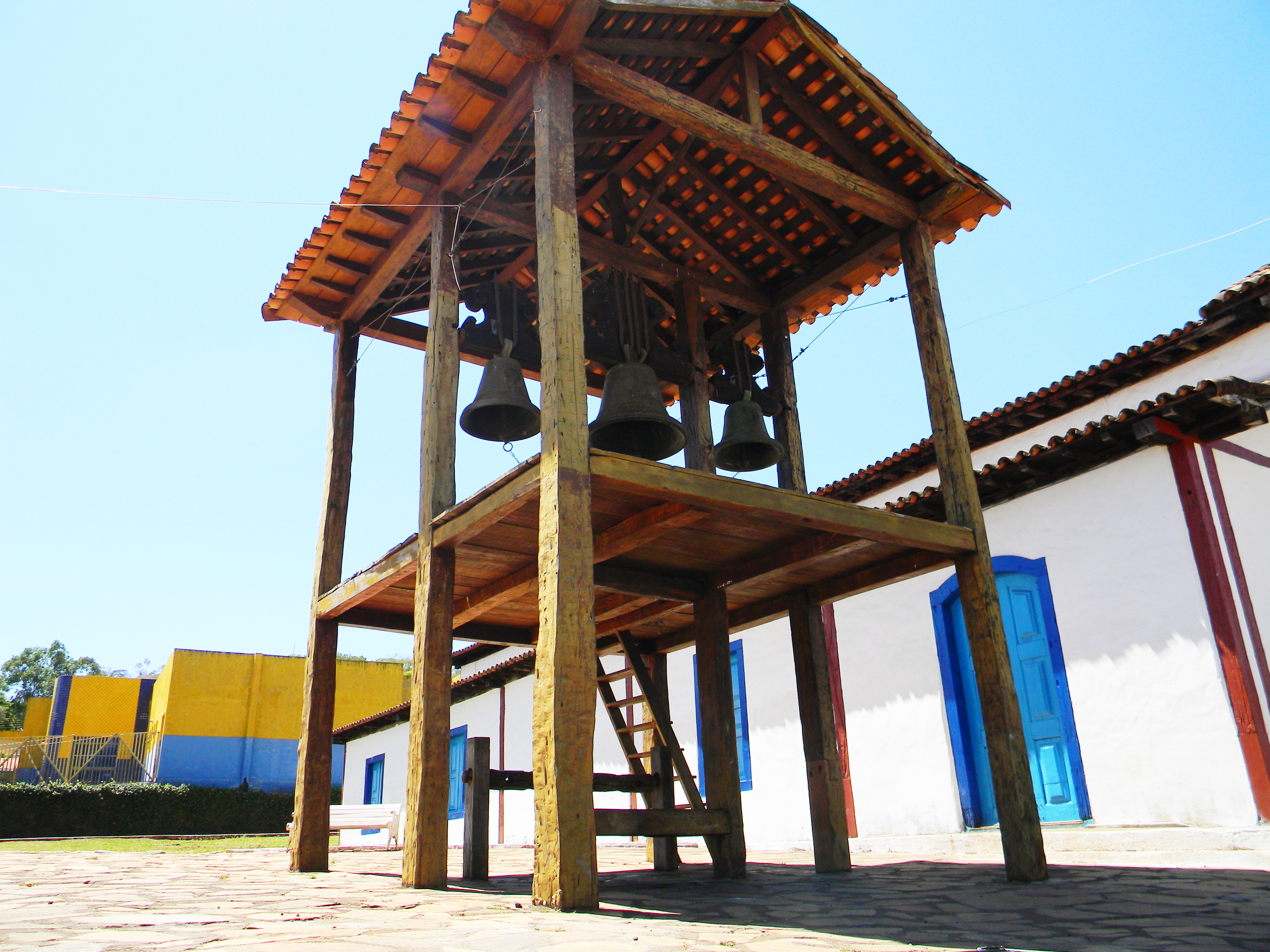
Sinos em Pilar de Goias.
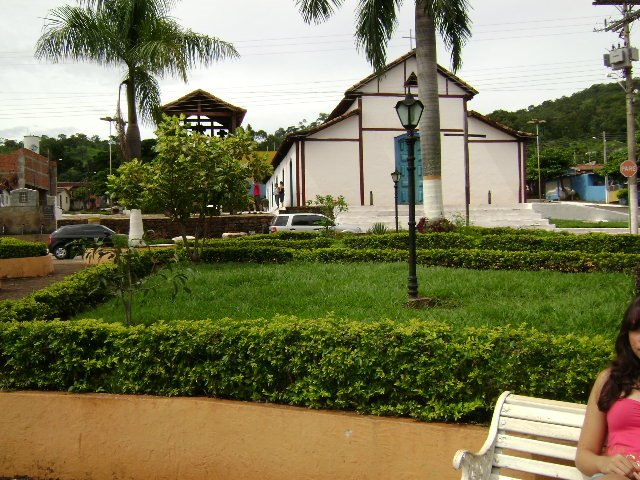
Igreja de Nossa Senhora do Pilar.